# 格拉拉 (乐器)
格拉拉 (gralla)，也称为牧师的格拉拉 、 萨拉米塔或锡利米塔 ，是肖姆管家族中的一种传统加泰罗尼亚双簧乐器，在霍恩博斯特尔-萨克斯分类法中属于 422.112 组。就像来自巴伦西亚的多尔萨那——这是一种与之非常相似的乐器，许多专家认为它应该是格拉拉的一种变种。格拉拉源于古老的锡利米亚，一种在巴洛克时期之前的中世纪被广泛使用的乐器。该乐器的名字来源于加泰罗尼亚和西班牙北部特有的一种鸟类，它们刺耳的声音十分相像。Template:Double reed